# Agia Marina
Agia Marina (Grieks: Αγία Μαρίνα) is een dorpje in het westen van Kreta, Griekenland. De plaats telt 1448 inwoners (census 2001). Het ligt in de fusiegemeente Chania op tien kilometer afstand van de stad, in het departement Chania.